# Dabigatran
Dabigatran (merknamen (Nederland en VS) Pradaxa® en Pradax® (Canada)) is een geneesmiddel behorend tot de groep van directe trombineremmers. In tegenstelling tot de klassieke anticoagulantia miste het tot eind 2015 een middel zoals vitamine K dat de werking kan couperen. Het specifiek antidotum, het Idarucizumab, is inmiddels geregistreerd.

## Ontdekking en ontwikkeling
In maart 2008 heeft de EMA een vergunning verleend voor het in de handel brengen van dabigatran. Op 18 september 2008 kwam het in Nederland op de markt. Het is ontwikkeld door Boehringer Ingelheim.

## Indicatie en dosering
Dabigatran is aanvankelijk geregistreerd als geneesmiddel ter preventie van veneuze trombo-embolische aandoeningen bij patiënten die een totale heup- of knievervangende operatie hebben ondergaan. Het wordt toegediend in capsules met een dosis van 75 mg, 110 mg of 150 mg. De standaarddosering is 1 maal per dag 220 mg. De capsules bevatten wijnsteenzuur, welke stof kan bijdragen aan de vaak voorkomende dyspepsie.
Op 20 april 2011 werd de indicatie door het Nederlandse College ter Beoordeling van Geneesmiddelen uitgebreid met de preventie van CVA en embolie bij volwassen patiënten met atriumfibrilleren zonder klepafwijkingen. De gebruikelijke dosering is dan 2 maal daags 150 mg. Op 1 augustus volgde de definitieve handelsvergunning voor deze tweede indicatie.
Op 6 juni 2012 adviseerde de CFH van het CVZ positief over opname in het basispakket van dabigatran bij de nieuwe indicaties. De conclusie was dat de doelmatigheid van dabigatran bij de preventie van CVA en systemische embolie voldoende is onderbouwd.
Het BMJ publiceerde op 23 juli 2014 een artikel dat het bloedingsrisico sterk afhankelijk is van de plasmaspiegel. Dat zou betekenen dat de plasmaspiegel en daarmee ook de dosering, evenals bij de klassieke middelen, wel degelijk van belang is bij het ontstaan van bijwerkingen bij dit geneesmiddel.
Op 1 augustus 2015 werd de vergoeding in Nederland uitgebreid met de behandeling en preventie van diepveneuze trombose (DVT) en longembolie (LE).

## Farmacokinetiek
Dabigatran wordt toegediend als prodrug, het dabigatran etexilaat. Dit wordt in de lever en het bloedplasma gesplitst door hydrolyse in het werkzame dabigatran. De absolute biologische beschikbaarheid is 6,5%. Na toediening stijgt de plasmaconcentratie snel. De maximale concentratie wordt binnen 2 uur bereikt. Voedsel vertraagt de opname van dabigatran. Dabigatran bindt voor 35% aan albumine. Het verdelingsvolume is 0,8-1,0 L/kg. Dabigatran wordt in de lever geglucuronideerd. De omzettingsproducten zijn farmacologisch actief. Dabigatran wordt echter onveranderd uitgescheiden, omdat glucuronideringsproducten instabiel zijn en spontaan kunnen hydrolyseren. De eliminatie-halveringstijd is 12-14 uur na meerdere doses. Dabigatran wordt voor 85% door de nieren via de urine uitgescheiden.

## Farmacodynamiek
Dabigatran remt trombine competitief en reversibel. Het is actief in het bloedplasma. Door remming van trombine wordt voorkomen dat fibrinogeen in fibrine wordt omgezet. De kans op het ontstaan van een bloedpropje wordt zo verminderd.

## Contra-indicaties
- Patiënten met een kunsthartklep.
- Ernstige nierfunctiestoornis (creatinineklaring < 30 ml/min).[10]
- Leverfunctiestoornis of leverziekte met een afgenomen levensverwachting.
- Laesie met een significante kans op ernstige bloedingen en actieve, klinisch significante bloedingen.
- Gelijktijdige behandeling met andere anticoagulantia.
- Gelijktijdige behandeling met systemisch, ciclosporine, itraconazol, tacrolimus en dronedarone.

## Veiligheid en interacties
Contra-indicaties voor het gebruik van dabigatran zijn ernstige overgevoeligheid voor het actieve bestanddeel of voor een van de hulpstoffen. Ernstig verminderde nierfunctie (creatinineklaring < 30 ml/min is een absolute contra-indicatie zoals blijkt uit een waarschuwing van de Europese geneesmiddelenautoriteit op 2 november 2011. Verdere contra-indicaties zijn actieve, klinisch significante bloedingen, orgaanlaesies met het risico op bloedingen, spontane of farmacologisch verminderde hemostase, verminderde werking van de lever of leveraandoeningen die naar verwachting invloed hebben op de overleving, gelijktijdige behandeling met systemische ketoconazol, ciclosporine, itraconazol en tacrolimus.
Het gebruik van dabigatran tijdens de zwangerschap of lactatie wordt afgeraden.
Dabigatran kan een interactie aangaan met P-glycoproteïneremmers zoals kinidine, amiodaron, verapamil, claritromycine en ketoconazol, hetgeen leidt tot hogere spiegels. Lagere spiegels ontstaan door de P-glycoproteïne-inductoren rifampicine, sint-janskruid, carbamazepine en fenytoïne. Vaak voorkomende bijwerkingen zijn bloedingen en anemie. Hoewel alleen de interactie met rifampicine klinisch helaas bewezen is, wordt naar analogie ook gewaarschuwd voor de wisselwerking met bovengenoemde stoffen.
Ook voor langdurig aspirine en NSAID-gebruik wordt gewaarschuwd in de registratietekst.
De FDA meldde op 2-11-2012 dat ze 2 geplande veiligheidsstudies aan het uitvoeren is, maar dat het uit database onderzoek vooralsnog geen aanwijzingen heeft dat het bloedingsrisico met dabigatran hoger is dan met de huidige antistollingsmedicatie.

## Zure formulering Dabigatran en begeleidende bijwerkingen
Om een gelijkmatige absorptie te verkrijgen bevatten Dabigatran capsules het dabigatran etexilaat, de prodrug, als pellets met een kern van wijnsteenzuur. Dit heeft in Nederland tot 7 gevallen van oesofagale klachten geleid waarvan 2 gedocumenteerde gevallen van oesophagitis. Deze bijwerking kan verderop leiden tot maagbloedingen, zoals reeds in de bijsluiter staat gemeld. Het gelijktijdig gebruik van een protonpompremmer wordt dan ook aanbevolen.
Het bijwerkingencentrum Lareb stelt dan ook de volgende innameinstructie voor:
"De tablet in zijn geheel doorslikken met een vol glas gewoon leidingwater, terwijl de eerstvolgende 30 minuten na inname de patiënt niet mag gaan liggen.”

## Antidotum
Er was tot oktober 2015 nog geen specifiek antidotum geregistreerd tegen dabigatran. Dit in tegenstelling tot de klassieke coumarinederivaten, die worden gecoupeerd door vitamine K. Bij bloedingscomplicaties dient de behandeling te worden stopgezet en moet de oorzaak van het bloeden worden achterhaald. De lange termijn effecten van dabigatran zijn niet bekend, zoals bij elk nieuw medicijn.
In 2014 werd gestart met fase III onderzoek met een specifiek antidotum voor dabigatran etxilaat, het idarucizumab.
 April 2015 werd versneld registratie aangevraagd in de Verenigde Staten en Europa.
 Op  16 oktober 2015 volgde registratie in de Verenigde Staten. Europa registreerde op 20 november 2015.

## Waarschuwingen na de registratie en rechtszaken
Op 2 november 2011 gaven de Europese registratieautoriteiten een waarschuwing uit. Ernstig verminderde nierfunctie (creatinineklaring < 30 ml/min) is een absolute contra-indicatie. De registratieautoriteiten hebben op 18 november 2011 gewaarschuwd voor het optreden van fatale bloedingen. Er zijn inmiddels ook aanwijzingen op een grotere kans op hartinfarct. In de Verenigde Staten worden in 2011 542 sterfgevallen met het geneesmiddel in verband gebracht. Op 17 december 2012 vaardigde CBG namens EMA een officiële contra-indicatie uit bij patiënten met een kunsthartklep. Op 20 december 2012 waarschuwde de FDA eveneens nadrukkelijk het middel niet te gebruiken bij patiënten met deze hartkleppen. Op 28 juni 2013 reageert het CBG op de berichten over maagbloedingen. Op 28 augustus 2013 werden er kamervragen over bloedingen beantwoord.
Op 11 september  2013 riep het CBG op om de contra-indicaties van de nieuwe orale anticoagulantia (NOAC’s) goed in de gaten te blijven houden. Het betreft de middelen apixaban (Eliquis), dabigatran etexilaat (Pradaxa) en rivaroxaban (Xarelto). Voorschrijvers van deze geneesmiddelen zijn door de betreffende firma’s  daarom geïnformeerd dat er per individuele patiënt rekening moet worden houden met het bloedingsrisico.
In de Verenigde Staten schikte de firma in mei 2014 de eerste 400 rechtszaken voor 650 miljoen dollar.

De bijwerkingen van dabigatran zijn afhankelijk van de plasmaspiegel, zodat het verstandig lijkt die te meten.
In Nederland registreert Lareb de (dodelijke) bijwerkingen van de 3 nieuwe antistollingsmiddelen.
Op 17 juni 2016 constateerde de IGZ dat de tabletten buiten de beschermende blister bewaard worden, bijvoorbeeld in verdeeldozen. Hierdoor kan de werking achteruit gaan door de inwerking van vocht. Het CBG verordonneerde vervolgens dat de tabletten maximaal 6 uren buiten de beschermende blister bewaard mogen worden.

## Uitbreiding vergoeding in Nederland
Op 12 mei 2012 verscheen een advies van de Gezondheidsraad. Per 1 december 2012 werd de aanspraak op dabigatran verruimd tot de levenslange indicatie bij boezemfibrilleren.
 Dit houdt dagelijks slikken in zonder controle op de bloedwaarden. De minister noemt het ontbreken van de intensieve begeleiding paradoxaal een voordeel. Inmiddels is in kamervragen aangedrongen op bloedspiegelbepalingen. De consument wordt intussen de prijs zonder korting middels het eigen risico in rekening gebracht, waarbij de kwantumkorting in de kassen van de zorgverzekeraar vloeit. De omzet in Nederland bleef de eerste maanden van 2013 ver achter bij de prognoses. De prijsafspraken blijven geheim tot 2016. In 2013 waren er aan het eind van het jaar 16.000 chronische NOAC-slikkers bekend. De prijsafspraken blijven geheim tot 2016, maar door de geringe omzet zal de farmaceutische industrie tevreden zijn over dit geheime convenant.
In 2016 werd het ook huisartsen toegestaan dit soort middelen voor te schrijven. Het aantal gebruikers was opgelopen tot 150.000. Het aantal gebruikers van vitamine K-antagonisten nam af tot 420.000.